# Little Man
Little Man е песен на американското дуо Sonny & Cher (Сони & Шер) от 1967 г. Тя достига 21-во място в класацията „Билборд Хот 100“. През същата година дуото записва италианската версия като сингъл („Атлантик Рекърдс“ – AT 90179), включена в албума от 1967 г. In Case You're in Love.
Италианският кавър, озаглавен Piccolo Ragazzo, с текст на Могол, е доведен до успех от Милва (Dischi Ricordi – SRL 10 – 446), включен в албума Milva (Dischi Ricordi – MRL 6057). През 1967 г. сингълът достига номер 15 в хит парада от песни на Dischi Ricordi.
Закачливата, динамична песен е за любовта на едно момче към по-възрастна жена, която, макар и поласкана, го предупреждава за значението на младежката му любов.
Вместо това, Б-страната на албума съдържа Paris Smiles, саундтрака към филма Paris is Burning? от Рене Клеман.

## Кавъри
- Италианският кавър, озаглавен Piccolo ragazzo, с текст на Могол, има успех с изпълнението на Милва (Dischi Ricordi – SRL 10 – 446), включен в албума Milva (Dischi Ricordi – MRL 6057). През 1967 г. сингълът достига номер 15 в хит парада на Dischi Ricordi.